# Vera Lynn

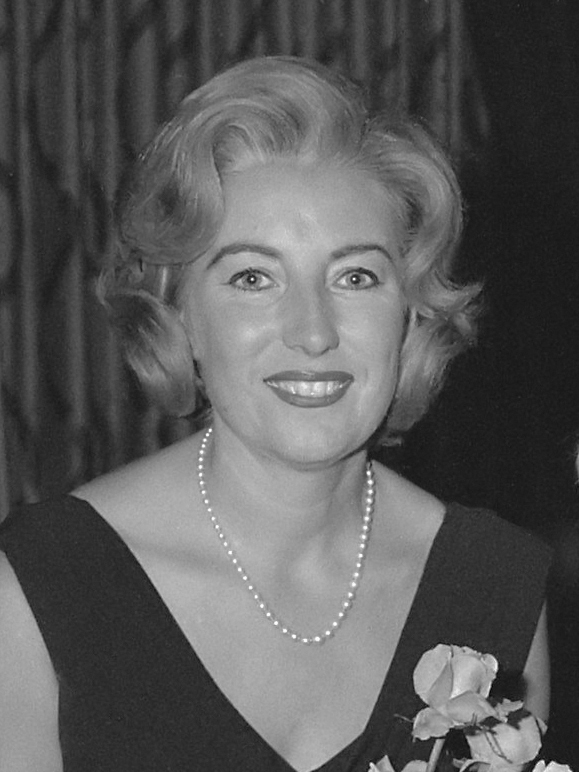
Vera Lynn (1962)

Dame Vera Margaret Lynn CH DBE (geb. Welch; * 20. März 1917 in East Ham, London; † 18. Juni 2020 in Ditchling, East Sussex) war eine britische Sängerin. Berühmt wurde sie während des Zweiten Weltkriegs mit dem Lied We’ll Meet Again. Wegen ihrer Auftritte beim Militär und ihrer Beliebtheit dort bekam sie den Spitznamen The Forces’ Sweetheart. In Großbritannien erfreute sie sich auch nach dem Krieg großer Popularität.

## Karriere
Vera Welch begann im Alter von sieben Jahren zu singen. Als Künstlernamen wählte sie Lynn, den Geburtsnamen ihrer Großmutter. Ihren ersten Radioauftritt hatte sie 1935 zusammen mit dem Joe Loss Orchestra, 1936 folgte die erste Plattenaufnahme. 1937 wurde sie Leadsängerin in der Band von Bert Ambrose. Durch regelmäßige Auftritte im Radioprogramm der BBC wurde Lynn Ende der 1930er Jahre zu einer der beliebtesten Sängerinnen im Vereinigten Königreich. Besonders bei den britischen Soldaten waren ihre Aufnahmen sehr beliebt, was Lynn zu The Forces’ Sweetheart machte.

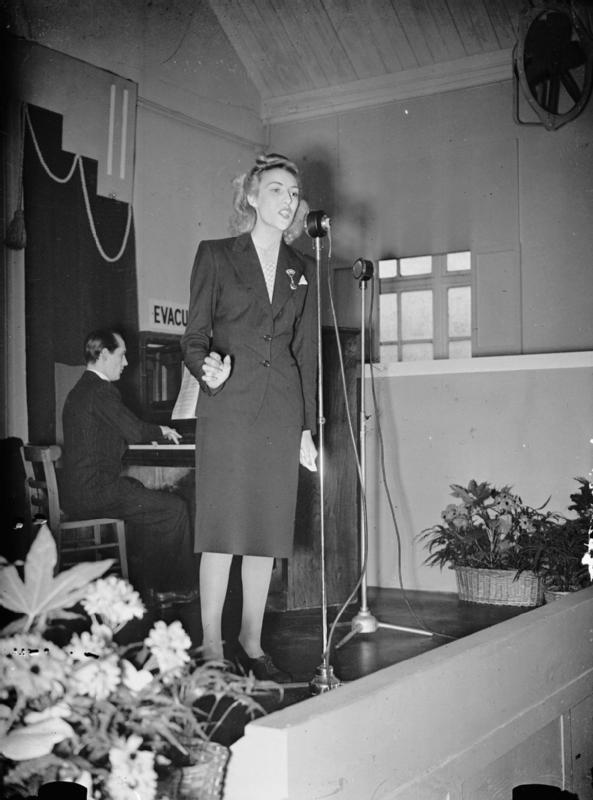
Vera Lynn bei dem Besuch einer Munitionsfabrik 1941

Ab 1941 trug Lynn ihre Lieder in dem Radioprogramm Sincerely Yours vor, zusätzlich verlas sie Grüße aus der Heimat an die Front. Ihr bereits 1939 aufgenommenes Lied We’ll Meet Again wurde zu ihrem Markenzeichen und zu einem der ikonischen Lieder des Zweiten Weltkrieges, aber daneben folgten auch weitere große Hits für Vera Lynn wie There’ll Always Be an England (1940) und (There’ll Be Bluebirds Over) The White Cliffs of Dover (1941). Die meist sentimentalen Aufnahmen Lynns wurden aber intern in der BBC kritisiert; man befürchtete eine negative Auswirkung auf die Kriegsmoral. Als man Lynns Sendung aus dem Programm nahm, meldeten sich aber zahlreiche Fans, so dass nach kurzer Zeit Lynn mit einer neuen Sendung zurückkehrte. 1943 spielte Lynn die Hauptrolle in dem Film We’ll Meet Again, der lose auf ihrem Leben basierte. Daneben trat Vera Lynn für die Entertainments National Service Association (ENSA) vor britischen Soldaten an der Front auf, unter anderem 1944 im umkämpften Burma.
Nach dem Ende des Zweiten Weltkriegs unterbrach Vera Lynn nur kurz ihre Karriere. 1946 wurde die Tochter Virgina geboren, sie blieb das einzige Kind von Vera Lynn und Harry Lewis, mit dem sie ab 1941 verheiratet war. Ende der 1940er Jahre trat Lynn wieder regelmäßig im Radio auf. Als die BBC 1951 entschied, dass Lynns Musik nicht mehr zeitgemäß war, wechselte sie zum englischsprachigen Programm von Radio Luxembourg. Daneben trat sie in US-amerikanischen Radiosendungen auf und wurde in den Vereinigten Staaten zu einem Star. 1952 gelang ihr als erster britischen Künstlerin ein Nummer-eins-Hit in den Billboard-Charts mit der Single Auf Wiederseh’n, Sweetheart, der englischsprachigen Version des deutschen Schlagers Auf Wiederseh’n. 1954 erreichte Lynn mit My Son, My Son erstmals Platz eins der britischen Hitparade.
In den deutschen Charts konnte sich Vera Lynn in den 1950er-Jahren mit drei Liedern platzieren. Sie nahm auch mehrere Schlager in deutscher Sprache auf, z. B.: Sogno d’oro, my Darling und Sweetheart my darling my dear. Unterstützt wurde Vera Lynn dabei von Werner Müller und dem Rias Tanzorchester. Vera Lynn erzielte mit Sweetheart my darling my dear in Deutschland 1959 einen kleinen Achtungserfolg. 
1960 verließ Lynn nach mehr als 20 Jahren das Plattenlabel Decca und unterschrieb einen neuen Vertrag bei EMI. Es folgten Alben mit größtenteils Neuaufnahmen von Jazzstandards und Unterhaltungsmusik aus der Zeit des Zweiten Weltkriegs. In den 1960er und 1970er Jahren präsentierte Vera Lynn regelmäßig Fernsehshows; sie war auch selbst Gast in mehreren Unterhaltungssendungen, unter anderem in mehreren Ausgaben der Royal Variety Performance. 1972 moderierte Lynn eine Show zum 50. Geburtstag der BBC, 1976 moderierte sie die Auftaktsendung zu den Feierlichkeiten des silbernen Thronjubiläums von Königin Elisabeth II. Die letzte öffentliche Vorführung sang sie 1995 vor dem Buckingham-Palast anlässlich der Feierlichkeiten zur Erinnerung an VE-Day, das Kriegsende in Europa.

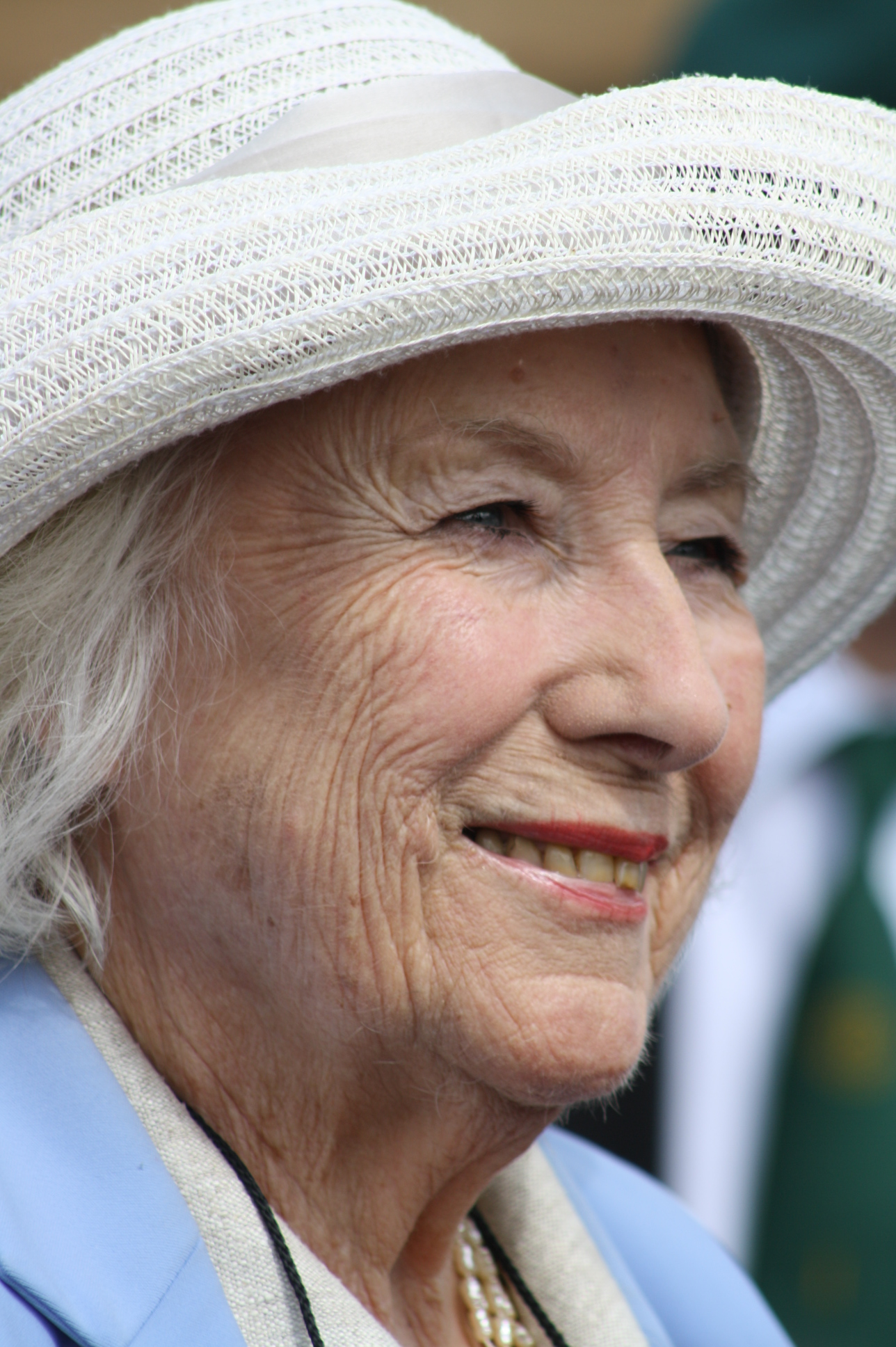
Vera Lynn (2009)

Mit ihrem Album We’ll Meet Again – The Very Best of Vera Lynn kam sie 2009 noch einmal auf Platz 1 der britischen Albumcharts und war mit 92 Jahren die älteste lebende Sängerin, die unter den Top 20 gelistet wurde. Nach einem weiteren Album im Jahr 2014 erschien drei Tage vor ihrem einhundertsten Geburtstag eine weitere Neueinspielung mit ihrer Originalstimme. Am 18. März 2017 feierte das London Palladium einen Tribut an Vera Lynn. Im April 2020 veröffentlichten Lynn und die Sängerin Katherine Jenkins während der COVID-19-Pandemie ein Duett von We’ll Meet Again, die Einnahmen werden gespendet. Sowohl dieses Duett als auch die Originalversion von We’ll Meet Again von 1939 – anlässlich des 75. Jahrtages des Kriegsendes – erreichten im Frühjahr 2020 die britischen Singlecharts und brachten Lynn weitere Altersrekorde ein.
Vera Lynn lebte bis zu ihrem Tod im Juni 2020 im Alter von 103 Jahren in Ditchling in der Grafschaft East Sussex.

## Trivia
Pink Floyds Lied Vera aus dem Album The Wall ist nach Vera Lynn benannt. Der Text nimmt Bezug auf ihren Song We’ll Meet Again. Dieser wird auch in der Schlussszene von Kubricks Dr. Seltsam oder: Wie ich lernte, die Bombe zu lieben, in der mit Atomexplosionen das Ende der Welt angedeutet wird, gespielt. Johnny Cash nahm das Stück für sein letztes zu Lebzeiten veröffentlichtes Album auf.

## Auszeichnungen
1969 wurde Vera Lynn zum Officer of the Order of the British Empire (OBE) ernannt, 1975 wurde sie durch Königin Elisabeth II. als Dame Commander of the Order of the British Empire (DBE) in den britischen Adelsstand erhoben. 2016 wurde sie in den Order of the Companions of Honour aufgenommen.

## Aufnahmen
| - The General’s Fast Asleep (1935) - No Regrets (1935) - When the Poppies Bloom Again - I’m in the Mood for Love (Rex Records, 1935) - Sailing Home with the Tide (Rex Records, 1935) - Thanks a Million (Rex Records, 1935) - Heart of Gold (Rex Records, 1936) - A Star Fell out of Heaven (Rex Records, 1936) - Crying My Heart out for You (Rex Records, 1936) - It’s Love Again (Rex Records, 1936) - Did Your Mother Come from Ireland? (Rex Records, 1936) - Have You Forgotten so Soon? (Rex Records, 1936) - Everything Is Rhythm (Rex Records, 1936) - When My Dream Boat Comes Home (Rex Records, 1937) - Goodnight, My Love (Rex Records, 1937) - All Alone in Vienna (Rex Records, 1937) - Careless (1940) - Until You Fall in Love (1940) - It’s a Lovely Day Tomorrow (1940) - When You Wish upon a Star (1940) - Memories Live Longer Than Dreams (1940) - There’ll Come Another Day (1940) - There’ll Always Be an England (1940) | - Smilin’ Through (1941) - When They Sound the Last All Clear (1941) - Yours (1941) - My Sister and I - I Don’t Want to Set the World on Fire - We’ll Meet Again (aus dem gleichnamigen Film, 1942) - (There Will Be Blue Birds over) the White Cliffs of Dover (1942) - You’re in My Arms - You Can’t Be True, Dear (1948) - Again - Auf Wiederseh’n, Sweetheart - If You Love Me (Really Love Me) - My Son, My Son - Homing Waltz - Forget Me Not - Windsor Waltz - Who Are We - A House with Love in It - The Faithful Hussar (Don’t Cry My Love) - Travellin’ Home - Hits of the Sixties (Album) - By the Time I Get to Phoenix - Everybody’s Talking - The Fool on the Hill |

## Diskografie

### Alben
| Jahr | Titel                                   | Höchstplatzierung, Gesamtwochen, AuszeichnungChartplatzierungen (Jahr, Titel, Platzierungen, Wochen, Auszeichnungen, Anmerkungen) | Höchstplatzierung, Gesamtwochen, AuszeichnungChartplatzierungen (Jahr, Titel, Platzierungen, Wochen, Auszeichnungen, Anmerkungen) | Höchstplatzierung, Gesamtwochen, AuszeichnungChartplatzierungen (Jahr, Titel, Platzierungen, Wochen, Auszeichnungen, Anmerkungen) | Anmerkungen                |
| Jahr | Titel                                   | DE | UK | US | Anmerkungen                |
| ---- | --------------------------------------- | --- | --- | --- | -------------------------- |
| 1981 | 20 Family Favourites                    | — | UK25 Gold · (12 Wo.)UK | — | Erstveröffentlichung: 1981 |
| 1989 | We’ll Meet Again                        | — | UK44 (3 Wo.)UK | — | Erstveröffentlichung: 1989 |
| 1999 | The Best Of                             | — | UK— SilberUK | — | Erstveröffentlichung: 1999 |
| 2009 | We’ll Meet Again – The Very Best Of     | — | UK1 Platin · (18 Wo.)UK | — | Erstveröffentlichung: 2009 |
| 2010 | Unforgettable                           | — | UK61 (1 Wo.)UK | — | Erstveröffentlichung: 2010 |
| 2014 | National Treasure – Ultimate Collection | — | UK13 (10 Wo.)UK | — | Erstveröffentlichung: 2014 |
| 2017 | 100                                     | — | UK3 Gold · (15 Wo.)UK | — | Erstveröffentlichung: 2017 |
| 2017 | Her Greatest From Abbey Road            | — | UK45 (1 Wo.)UK | — | Erstveröffentlichung: 2017 |
| 2020 | Keep Smiling Through                    | — | UK28 (2 Wo.)UK | — | Erstveröffentlichung: 2020 |

### Singles
| Jahr | Titel Album                               | Höchstplatzierung, Gesamtwochen, AuszeichnungChartplatzierungen (Jahr, Titel, Album, Platzierungen, Wochen, Auszeichnungen, Anmerkungen) | Höchstplatzierung, Gesamtwochen, AuszeichnungChartplatzierungen (Jahr, Titel, Album, Platzierungen, Wochen, Auszeichnungen, Anmerkungen) | Höchstplatzierung, Gesamtwochen, AuszeichnungChartplatzierungen (Jahr, Titel, Album, Platzierungen, Wochen, Auszeichnungen, Anmerkungen) | Anmerkungen                                                         |
| Jahr | Titel Album                               | DE | UK | US | Anmerkungen                                                         |
| ---- | ----------------------------------------- | --- | --- | --- | ------------------------------------------------------------------- |
| 1948 | You Can’t Be True, Dear –                 | — | — | US14 (7 Wo.)US | Erstveröffentlichung: 1948                                          |
| 1949 | Again –                                   | — | — | US23 (3 Wo.)US | Erstveröffentlichung: 1949                                          |
| 1952 | Forget Me Not –                           | — | UK5 (6 Wo.)UK | — | Erstveröffentlichung: 1952                                          |
| 1952 | The Homing Waltz –                        | — | UK9 (3 Wo.)UK | — | Erstveröffentlichung: 1952                                          |
| 1952 | Auf Wiederseh’n, Sweetheart –             | — | UK10 (1 Wo.)UK | US1 (21 Wo.)US | Erstveröffentlichung: 1952                                          |
| 1952 | Yours –                                   | — | — | US8 (8 Wo.)US | Erstveröffentlichung: 1952                                          |
| 1953 | The Windsor Waltz –                       | — | UK11 (1 Wo.)UK | — | Erstveröffentlichung: 1953                                          |
| 1954 | My Son My Son –                           | — | UK1 (14 Wo.)UK | — | Erstveröffentlichung: 1954                                          |
| 1954 | If You Love Me (Really Love Me) –         | — | — | US26 (2 Wo.)US | Erstveröffentlichung: 1954                                          |
| 1955 | Addio amore –                             | DE13 (16 Wo.)DE | — | — | Erstveröffentlichung: 1955                                          |
| 1956 | Who Are We –                              | — | UK30 (1 Wo.)UK | — | Erstveröffentlichung: 1956                                          |
| 1956 | Thank you – Danke schön –                 | DE24 (12 Wo.)DE | — | — | Erstveröffentlichung: 1956                                          |
| 1956 | Such A Day –                              | — | — | US96 (1 Wo.)US | Erstveröffentlichung: 1956                                          |
| 1956 | A House With Love In It –                 | — | UK17 (13 Wo.)UK | — | Erstveröffentlichung: 1956                                          |
| 1957 | The Faithful Hussar (Don’t Cry My Love) – | — | UK29 (2 Wo.)UK | US55 (8 Wo.)US | Erstveröffentlichung: 1957                                          |
| 1957 | Travellin’ Home –                         | — | UK20 (5 Wo.)UK | — | Erstveröffentlichung: 1957                                          |
| 1959 | Sweetheart My Darling My Dear –           | DE16 (4 Wo.)DE | — | — | Erstveröffentlichung: 1959                                          |
| 2020 | We’ll Meet Again –                        | — | UK72 Silber · (2 Wo.)UK | — | Aufnahme mit Katherine Jenkins Erstveröffentlichung: 10. April 2020 |
| 2020 | We’ll Meet Again –                        | — | UK55 (1 Wo.)UK | — | Originalaufnahme von 1939                                           |
| 2020 | Land of Hope and Glory –                  | — | UK17 (1 Wo.)UK | — |                                                                     |

grau schraffiert: keine Chartdaten aus diesem Jahr verfügbar

## Auszeichnungen für Musikverkäufe
| Platin-Schallplatte - Neuseeland - 2009: für das Album We’ll Meet Again – The Very Best Of |

Anmerkung: Auszeichnungen in Ländern aus den Charttabellen bzw. Chartboxen sind in ebendiesen zu finden.
| Land/RegionAuszeichnungen für Musikverkäufe (Land/Region, Auszeichnungen, Verkäufe, Quellen) | Silber     | Gold     | Platin     | Verkäufe | Quellen          |
| -------------------------------------------------------------------------------------------- | ---------- | -------- | ---------- | -------- | ---------------- |
| Neuseeland (RMNZ)                                                                            | —          | —        | Platin1    | 15.000   | radioscope.co.nz |
| Vereinigtes Königreich (BPI)                                                                 | 2× Silber2 | 2× Gold2 | Platin1    | 760.000  | bpi.co.uk        |
| Insgesamt                                                                                    | 2× Silber2 | 2× Gold2 | 2× Platin2 |          |                  |

## Filmografie
- 1942: We’ll Meet Again
- 1943: Rhythm Serenade
- 1944: One Exciting Night

## Veröffentlichungen
- Vocal Refrain. W. H. Allen, London 1975 (Autobiografie).
- zus. mit Robin Cross: We’ll Meet Again. Sidgwick & Jackson, London 1989, ISBN 0-283-99868-7.